# Шейново (улица в София)
Вижте пояснителната страница за други значения на Шейново.
„Шейново“ е централна улица в София.
Прострира между ул. „Кракра“ и ул. „Васил Априлов“. Намира се между бул. „Цар Освободител“/бул. „Христо и Евлоги Георгиеви“ и ул. „Шипка“ на гърба на Софийския университет в посока Орлов мост. Пресича се с ул. „Сан Стефано“ на която се намира сградата на БНТ.

## Обекти
Следните обекти се намират на ул. „Шейново“ или в района около нея:
- БАН – Институт за изкуствознание
- Посолство на Гърция
- Сграда на БНТ
- II САГБАЛ Шейново
- Посолство на Испания
- Руски културно-информационен център
- 38 ОУ „В. Априлов“
- Къщата на ген. Васил Силяновски